# Micronizzazione
Micronizzazione (o micromacinazione) indica una particolare tecnica di macinazione in cui le dimensioni dei frammenti ottenuti sono dell'ordine di grandezza del micrometro. Per diametri maggiori, si parla invece di polverizzazione (100 µm) e frantumazione (50-10 mm).

## Funzionamento
Il processo di micronizzazione avviene inserendo il materiale da trattare all'interno di un circuito dove passa un fluido ad altissima velocità. A causa di tale velocità, le particelle del materiale vanno incontro a innumerevoli impatti, che ne provocano la rottura.